# Pomiló
Pomiló är en ort i Mexiko.   Den ligger i kommunen Bochil och delstaten Chiapas, i den sydöstra delen av landet, 700 km öster om huvudstaden Mexico City. Pomiló ligger 1 235 meter över havet och antalet invånare är 272.
Terrängen runt Pomiló är kuperad. Runt Pomiló är det ganska tätbefolkat, med 116 invånare per kvadratkilometer. Närmaste större samhälle är Bochil, 3,6 km öster om Pomiló. I omgivningarna runt Pomiló växer huvudsakligen savannskog.